# 873
Cette page concerne l'année 873  du calendrier julien. Pour l'année 873 av. J.-C., voir 873 av. J.-C.
L'année 873 est une année commune qui commence un jeudi.

## Événements

### Asie
- Famine généralisée en Chine provoquée par la sécheresse. Elle contribue à affaiblir la dynastie Tang qui ne dispose pas de stocks de grains suffisant pour l'enrayer[1].

### Proche-Orient
- Août : Ya'qub s'empare de Nichapur, capitale des Tahirides qu'il renverse. Il occupe le Khorasan et la Transoxiane, puis fonde la dynastie Saffaride de Seistan (fin en 900)[2].

- Offensive de l'Empire byzantin contre l’émir de Mélitène (873 et 876)[3]. Basile Ier parvient à prendre Samosate et d'autre places fortes mais durant l'été doit renoncer à assiéger Mélitène où se sont réfugiés les Pauliciens[4].

### Europe
- Concile de Senlis. Carloman, fils de Charles le Chauve, est déchu de sa dignité ecclésiastique. Plus tard, Charles le Chauve ordonne l'aveuglement de son fils et son incarcération à Corbie. Celui-ci s'échappe la même année pour se réfugier auprès de Louis le Germanique qui lui donne l'abbaye d'Echternach[5]
- 14 mai : le pape Jean VIII ordonne aux évêques Bavarois la mise en liberté de Méthode mais interdit la liturgie slavone[6].
- Juin : le chef danois Rodulf Haraldsson (en), neveu de Roric, est battu et tué par les Frisons dans l'Oostergo[7].
- Août : accord commercial entre les rois danois Sigfred et Halvdan et Louis le Germanique à Metz (Annales de Fulda)[8],[9].
- Août-octobre[10] : Charles le Chauve et Salomon de Bretagne assiègent Angers qu'ils reprennent aux Vikings d'Hasting après avoir détourné la Mayenne (Annales de Saint-Bertin). Ces derniers délèguent au roi des chefs qui lui remettent des otages et promettent de partir d’Angers, mais demandent qu’il les autorise à habiter l’île dans la Loire (sans doute Noirmoutier) jusqu’en février et d’y faire du commerce[11].
- 26 août : Louis le Germanique, qui a appris à l'assemblée de Metz la défaite de son fils Carloman de Bavière, battu par les slaves sur le Danube (peut-être les Moraves de Svatopluk), passe le Rhin à Strasbourg et atteint Ratisbonne pendant la deuxième semaine de septembre d'où il négocie avec les chefs slaves[12].
- 5 octobre : Diego Rodríguez Porcelos devient comte de Castille[13].
- 12 octobre : Charles le Chauve est au Mans après la prise d'Angers[14].
- Automne, Angleterre : capitulation de Repton où hiverne la Grande Armée[15]. Les Vikings d'Hálfdan commencent la conquête de la Mercie.
- Hiver : inondation catastrophique du Rhin, consignée par les Annales de Xanten[16].

- Famine en Espagne, en Italie et en Germanie (873-874) : Invasions de sauterelles de l’Espagne à l’Allemagne[17].
- Décret de baptême obligatoire des Juifs dans l'Empire byzantin[18].